# Cratere Marysya
Marysya  è un cratere sulla superficie di Venere.